# Sauce (Perú)
Sauce es una localidad peruana, capital del distrito homónimo, ubicado en la provincia de San Martín en el departamento de San Martín.
Se encuentra a una altitud de 333 m s. n. m. Tenía una población de 4072 habitantes en 1993.

## Galería

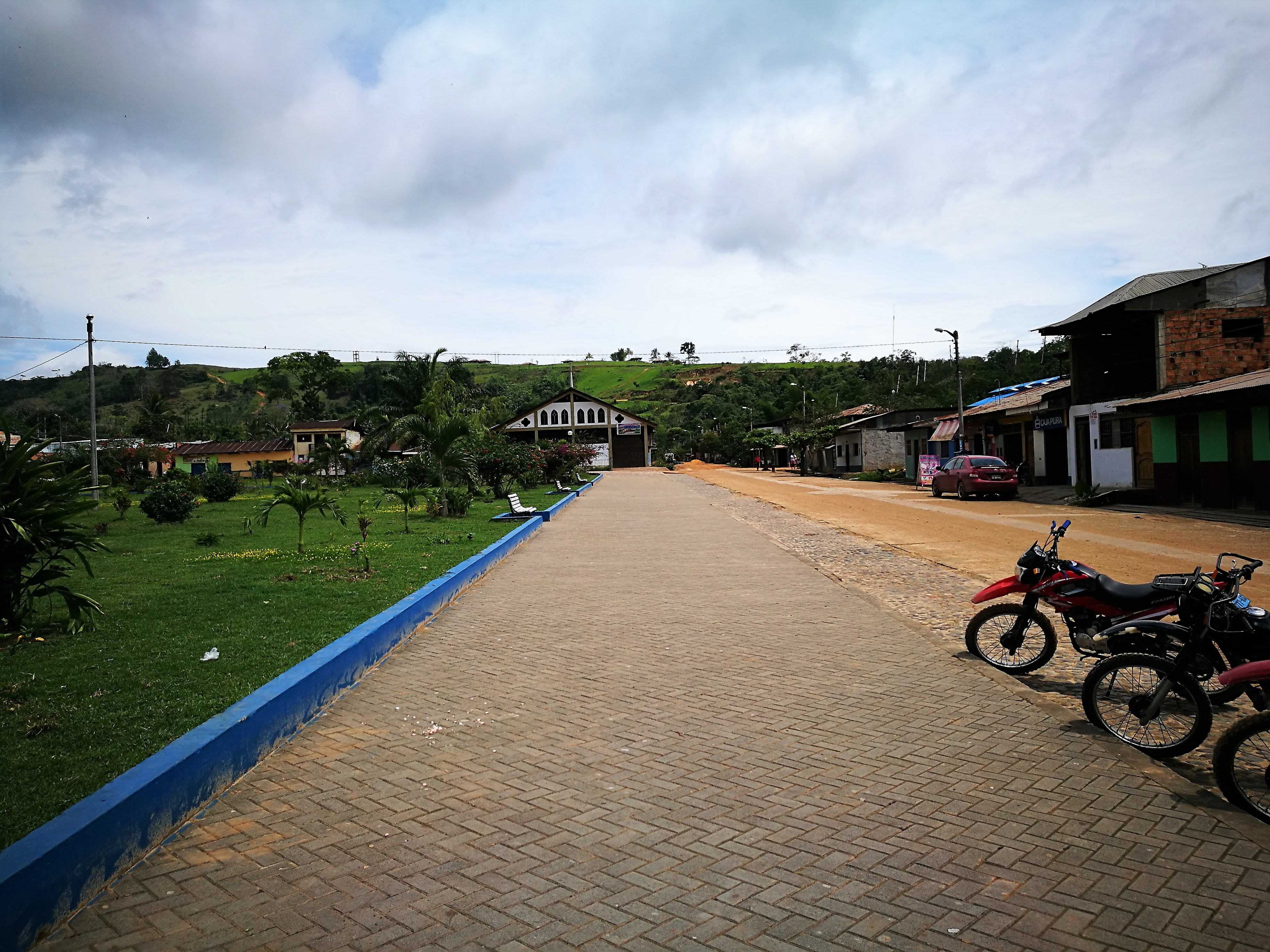
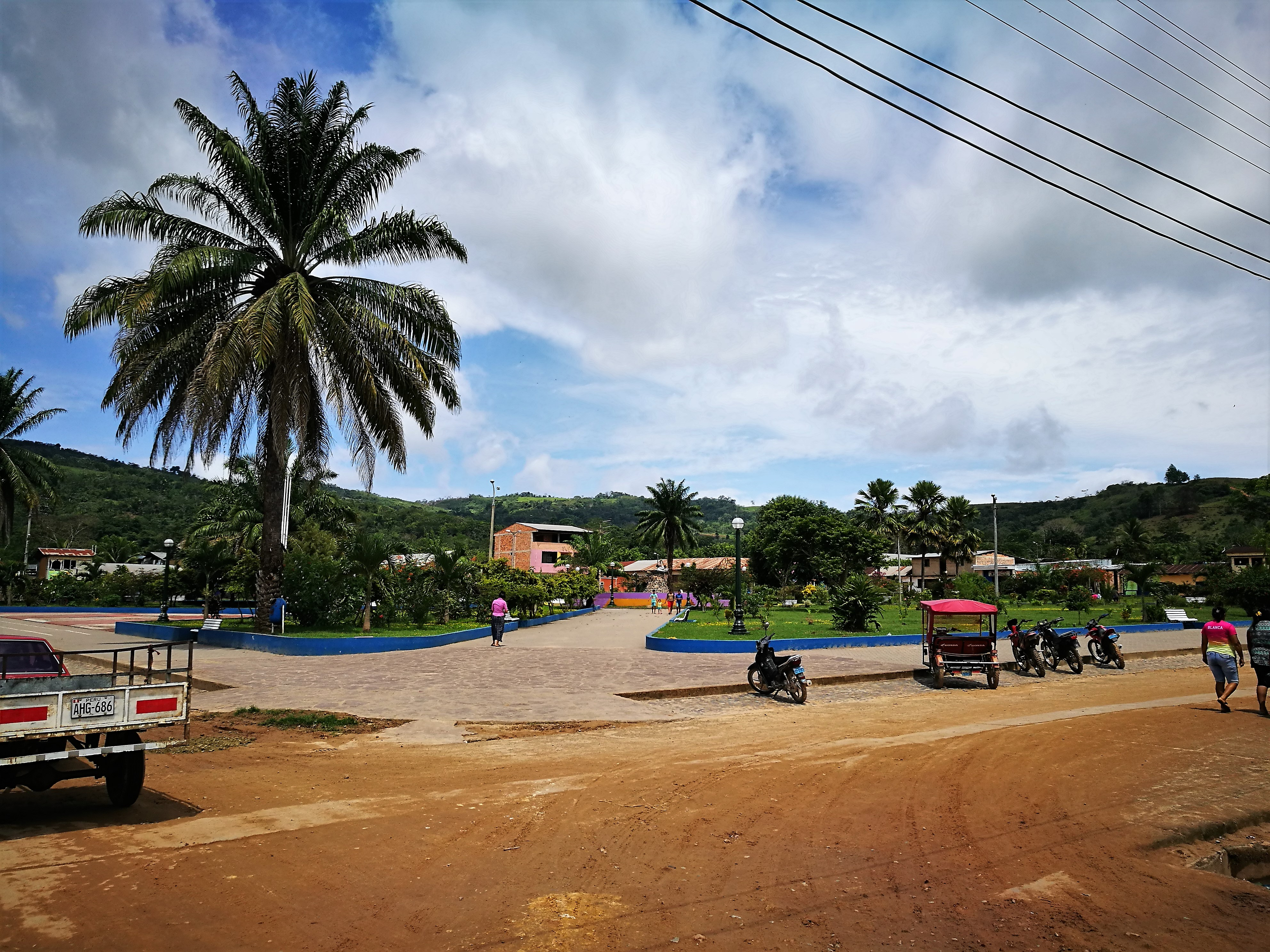
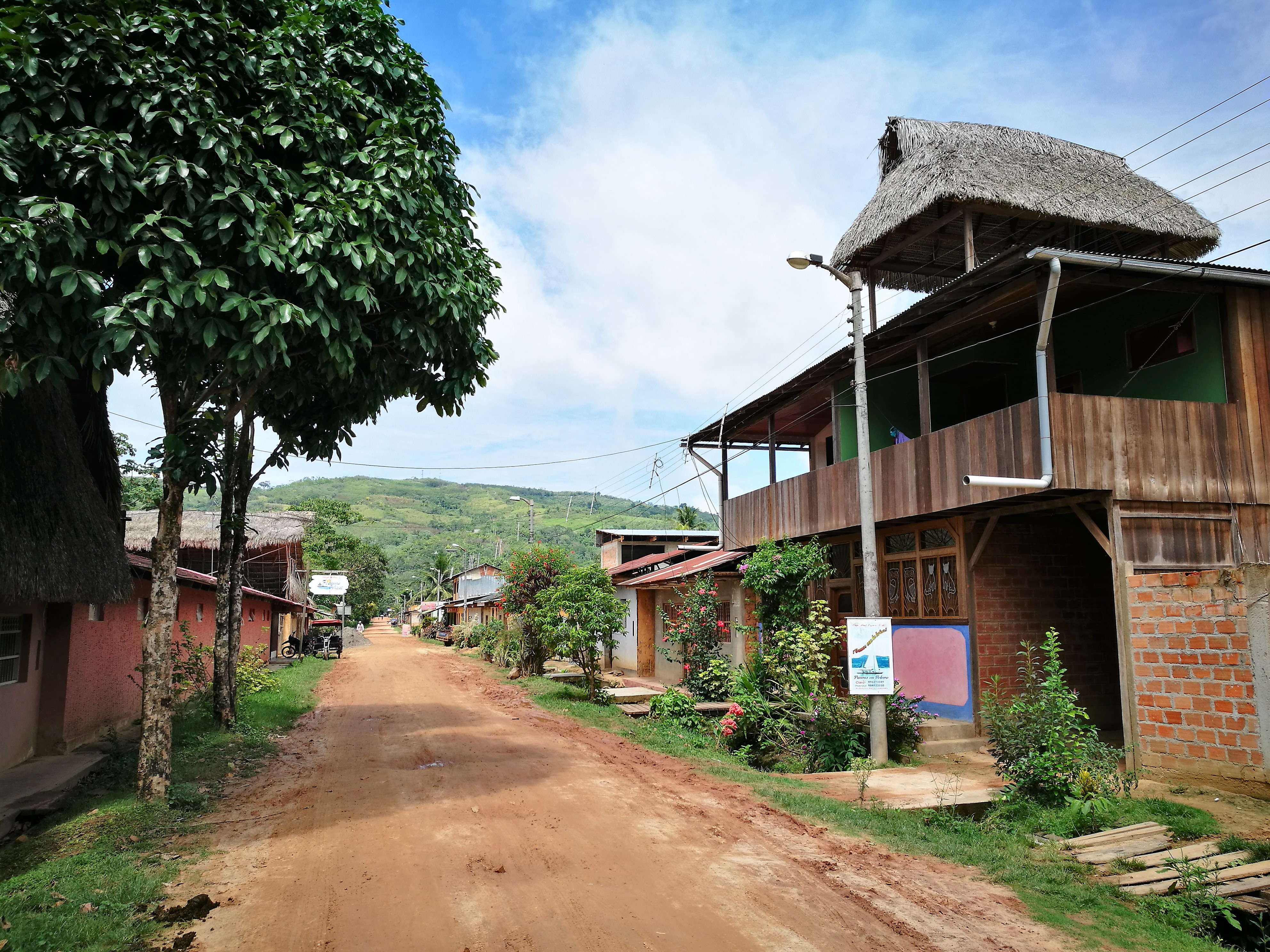

## Clima
| Parámetros climáticos promedio de Sauce | Parámetros climáticos promedio de Sauce | Parámetros climáticos promedio de Sauce | Parámetros climáticos promedio de Sauce | Parámetros climáticos promedio de Sauce | Parámetros climáticos promedio de Sauce | Parámetros climáticos promedio de Sauce | Parámetros climáticos promedio de Sauce | Parámetros climáticos promedio de Sauce | Parámetros climáticos promedio de Sauce | Parámetros climáticos promedio de Sauce | Parámetros climáticos promedio de Sauce | Parámetros climáticos promedio de Sauce | Parámetros climáticos promedio de Sauce |
| Mes                                     | Ene.                                    | Feb.                                    | Mar.                                    | Abr.                                    | May.                                    | Jun.                                    | Jul.                                    | Ago.                                    | Sep.                                    | Oct.                                    | Nov.                                    | Dic.                                    | Anual                                   |
| --------------------------------------- | --------------------------------------- | --------------------------------------- | --------------------------------------- | --------------------------------------- | --------------------------------------- | --------------------------------------- | --------------------------------------- | --------------------------------------- | --------------------------------------- | --------------------------------------- | --------------------------------------- | --------------------------------------- | --------------------------------------- |
| Temp. máx. media (°C)                   | 25.8                                    | 27.7                                    | 30.5                                    | 33.9                                    | 36.2                                    | 36.9                                    | 33.6                                    | 33                                      | 33                                      | 32.4                                    | 30.4                                    | 26.4                                    | 31.7                                    |
| Temp. media (°C)                        | 17.1                                    | 18.2                                    | 20.4                                    | 23.8                                    | 26.5                                    | 29.2                                    | 27.1                                    | 26.7                                    | 26.5                                    | 24.7                                    | 21.4                                    | 17.9                                    | 23.3                                    |
| Temp. mín. media (°C)                   | 8.4                                     | 8.8                                     | 10.3                                    | 13.8                                    | 16.9                                    | 21.5                                    | 20.7                                    | 20.5                                    | 20.1                                    | 17                                      | 12.4                                    | 9.5                                     | 15                                      |
| Fuente: climate-data.org                |                                         |                                         |                                         |                                         |                                         |                                         |                                         |                                         |                                         |                                         |                                         |                                         |                                         |